# Christensonella pumila
Christensonella pumila är en orkidéart som först beskrevs av William Jackson Hooker, och fick sitt nu gällande namn av Szlach., Mytnik, Górniak och Smiszek. Christensonella pumila ingår i släktet Christensonella och familjen orkidéer. Inga underarter finns listade i Catalogue of Life.